# Cucumis messorius
Cucumis messorius là một loài thực vật có hoa trong họ Cucurbitaceae. Loài này được (C.Jeffrey) Ghebret. & Thulin mô tả khoa học đầu tiên năm 2007.